# Toribio Etxebarria Ibarbia
Toribio Etxebarria Ibarbia (Eibar, 27 d'abril de 1887 - Caracas, 18 d'abril, 1968) fou un escriptor i sindicalista basc. Fill de Nicanor Echevarría i Isabel Ibarbia.
Als tretze anys va començar a treballar d'aprenent de gravador aprenent i dominant aquest ofici típic el seu poble natal. Mitjançant concurs públic va optar a la plaça de secretari de l'ajuntament.
La seva afició a la lectura el va fer interessar-se per la política i per la problemàtica social i la lluita de classes. Va ingressar en el PSOE i en el sindicat UGT on es va convertir en un dels líders de l'evolució del socialisme utòpic al socialisme pragmàtic. Va participar de manera molt activa en la construcció de la Casa del Pueblo d'Eibar i en la constitució de les primeres cooperatives de consum i industrials, on la seva implicació assessorament van ser fonamentals en la creació de la cooperativa Alfa el 1920, primera cooperativa industrial moderna del País Basc i d'Espanya, creada per obrers propers a la UGT. Els mateixos obrers cooperativistes van requerir Toribio Etcebarria per ser gerent de la cooperativa, que aviat passaria de la fabricació de pistoles a la de màquines de cosir.
Va mantenir una activitat molt intensa durant la Segona República i la Guerra Civil i en acabar hagué de marxar a l'exili al final. Va residir en Caracas (Veneçuela) encara que va passar algunes breus estades en França, Mèxic, Irlanda i Anglaterra.
És també coneguda la seva tasca com a esperantista, que va desenvolupar a Eibar juntament amb Santiago Arizmendiarrieta.
Va col·laborar en periòdics i revistes com El Socialista, Euskera, Euzko-gogoa, Egan, Olerti o Eibar.

## Literatura
Ja el 1918 es van plasmar les seves inclinacions literàries en presentar un informe en la Diputació Foral de Guipúscoa i pronunciar una conferència sobre el problema basc després de l'"abolició foral". Va advocar per un federalisme o lliga de nacions en una petita publicació d'aquest mateixa data.
El seu treball literari fonamentalment es va realitzar en el seu exili veneçolà, on va recompondre, d'antuvi, les seves obres metafísiques i conceptualistes que havia escrit el 1934.
El seu estudi sobre el lèxic i el verb auxiliar en el basc eibatarra li va servir per rebre el nomenament d'acadèmic per l'Euskaltzaindia. Va escriure un sobre la l'experiència socialista vista des d'Eibar i va publicar un llibre crític sobre la vida de Jesús a través dels Evangelis. També va publicar tres assajos sobre la lluita social i la guerra civil.
Descripció de la proclamació de la Segona República Espanyola a Viaje por el país de los recuerdos:
| « | ...i abans de les sis del matí s'havia congregat el poble a la plaça que s'anava a amomenar de la República, i els regidors electes del diumenge, per la seva banda, havent-se presentat a la Casa Consistorial amb la intenció de fer valer la seva investidura des d'aquell instant, es van constituir en sessió solemne, acordant per unanimitat proclamar la República. Tot seguit va ser hissada la bandera tricolor en la balconada central de l'ajuntament, i Juan de los Toyos va dir des d'ell al poble congregat, que a partir d'aquella hora els espanyols estàvem vivint en República. | » |

Va morir a Caracas (Veneçuela) el 18 d'abril de 1968 a l'edat de 81 anys. El 27 d'abril de 1987 va ser nomenat Fill Predilecte d'Eibar.

## Obres

### Articles
- Euskera. 1963-64; 1965-66 (1986, Euskaltzaindia)

### Prosa
- La Liga de Naciones y el problema vasco. (1918).
- Flexiones verbales de Eibar. (1963-64).
- Lexicón del euskera dialectal de Eibar. (1965).
- Ibiltarixanak. Arrate'tikoen izketango alegiñak (1967, Itxaropena)
- Viaje por el país de los recuerdos. (1968)
- Recordando la guerra / Diario de un viaje de un refugiado español.
- Triki-trilako koplak.
- La experiencia socialista en España, vista desde mi pueblo. (1966-67)